# Бои за Вильярреаль (1936)
Бои за Вильярреаль (исп. Ofensiva de Villarreal) — один из эпизодов гражданской войны в Испании, когда республиканские войска пытались захватить баскский город Витория, который с июля 1936 года находился под властью мятежников.

## Планы и силы сторон
14 ноября все республиканские силы Астурии, Кантабрии и Бискайи теоретически были сгруппированы в Армию Севера. Для командования ею прибыл генерал Льяно де ла Энкомьенда, который с самого начала столкнулся с автономистскими опасениями региональных властей, особенно Хосе Антонио Агирре. Силы каждой из этих провинций состояли из трех армейских корпусов.
Баскское правительство организовало собственную независимую армию численностью 25 000 человек. Номинально баскская армия входила в состав республиканской Армии Севера. Кроме того, военная промышленность была милитаризована, и началось строительство укреплений, так называемого «Железного пояса», вокруг Бильбао.
Вскоре после прибытия генерал Льяно де ла Энкомьенда получил приказ принять необходимые меры для ослабления давления националистов на Мадрид. С этой целью он приказал астурийским войскам приготовиться снова атаковать Овьедо, а кантабрийцам и баскам - наступить на своих фронтах. Баски должны были занять Виторию, столицу провинции Алава. Для наступления было сконцентрировано девятнадцать пехотных батальонов, шесть батарей и несколько бронемашин. Моральный дух баскских войск был высоким.
Наступление планировалось по трем направлениям: с востока баски должны были взять перевал Арлабан и гору Изускису, чтобы окружить Виторию с этой стороны. С севера, через Очандьяно, главные силы наступали на Вильярреаль. С западной стороны армия правительства Сантандера должна была атаковать на Эспиноса-де-лос-Монтерос и железнодорожный узел Миранда-де-Эбро, усиливая давление республиканцев на Виторию и тем самым содействуя баскам. После достижения этих целей равнина Алавы оказалась бы во власти республиканцев, и затем можно было атаковать Виторию в лоб.

## Ход операции
Бои за Вильярреаль
Наступление началось 30 ноября. Баски заняли горы вокруг Витории, окружили Вильярреаль (в 3 км к северу от Витории) и их артиллерия стала его обстреливать, но они не смогли занять город. Противостоявшие им националисты имели в Вильярреале одну роту карлистов-рекетес, два пехотных батальона и артиллерийскую батарею, в общей сложности 600 человек под командованием подполковника Рикардо Иглесиаса Наварро. Войска националистов отразили все атаки республиканских войск, и баски понесли большие потери. Кроме того, к городу подошли отряды мятежников во главе с полковником Камило Алонсо Вега.
9-го числа националисты контратакуют и восстанавливают некоторые позиции, захваченные за несколько дней до этого баскской армией.
12 декабря начинается новая атака на город, которая нанесет мятежникам тяжелые потери, но будет окончательно отбита с наступлением темноты.
Бои на время прекращаются, пока 18-го при массированной поддержке артиллерии не начнется последняя республиканская атака, но она также терпит неудачу.
После 18 декабря инициатива перешла к мятежным войскам, которые контратаковали и медленно возвращали свои позиции вплоть до 24 декабря. В этот день противоборствующие войска отошли на свои прежние позиции, и наступление практически закончилось.
Бои на других направлениях
Тем временем западнее войска правительства Сантандера 2 декабря начали наступление на города Эспиноса-де-лос-Монтерос и Сончильо. Оба были отбиты националистами. На следующий день произошло вторжение колонны Сагардии, которая достигла Вальделатехи. 6 декабря атаки сантандерцев на Кинтана-дель-Прадо, Кинтанилья и Кисикедо были повторены. На заключительном этапе наступления 20 декабря в руки республиканцев попал Эспиноса де Брисия.

## Результаты
Наступление на Виторию стало полным провалом для республиканского руководства Севера. С самого начала цель была не только недостижимой, но и свидетельствовала о большом незнании реальных возможностей своих войск со стороны командиров. Брошенные в бой, баскские и сантандерские батальоны даже не смогли пересечь слабые позиции националистов, несмотря на свое первоначальное превосходство в боеприпасах, в том числе и для артиллерии. Им не хватало подготовки, а их командиры отделений, рот и батальонов обладали минимальными военными знаниями. Планировавшееся широкомасштабное наступление, в конечном итоге, вылилось в кровавые бои за Вильярреаль.
Потери были тяжелыми, особенно среди республиканских солдат. Официальная цифра — 4500 человек, тысяча из которых погибли. Защитники Вильярреаля потеряли 31 убитым и 224 ранеными (треть войск), из которых около 150 — в первые дни.